# Capão Redondo
Capão Redondo es un distrito ubicado en la zona sur de la ciudad de São Paulo, Brasil. Administrativamente pertenece a la subprefectura de Capela do Socorro. Es el tercer distrito más populoso de toda la ciudad de São Paulo.

## Distritos limítrofes
- Campo Limpo (norte)
- Jardim São Luís (este)
- Jardim Ángela (sur)
- Municipio de Embu das Artes (oeste)